# Polska Scena Punk Vol.6 – Zawyły syreny
Polska Scena Punk Vol.6 – Zawyły syreny – album muzyczny zawierający utwory różnych, polskich wykonawców muzycznych zaliczanych do sceny punk rockowej wydany w 2023 r. Składanka ta ukazała się nakładem wytwórni muzycznej NOG Records. Była to szósta publikacja w ramach nowej odsłony serii albumów wydawanych na płytach kompaktowych przez tę wytwórnię pod szyldem Polska Scena Punk.

## Historia
Pomysł, idea, ale przede wszystkim również możliwość wydania albumów serii Polska Scena Punk wynikły z faktu, że Piotr Giglewicz, lider zespołu Uliczny Opryszek, wcześniej także wspólnie ze swoim bratem, Mariuszem Giglewiczem (w różnych okresach czasu m.in. Nauka o Gównie, Uliczny Opryszek), zgromadził bardzo dużą kolekcję historycznych nagrań, często nigdzie niedostępnych. W kolekcji tej są dema, bootlegi i dawne albumy, często już w czasie ich publikacji trudno dostępne. Pierwsza część publikacji została wydana w kilku albumach muzycznych zamieszczonych na kasetach magnetofonowych. Wydawcą była wytwórnia muzyczna założona przez Mariusza Gilewicza – GRS Tapes – która specjalizowała się w wydawnictwach muzycznych związanych ze sceną niezależną publikowanych jeszcze na wspominanych kasetach magnetofonowych.
Po założeniu i zorganizowaniu przez wyżej wymienionego Mariusza Gilewicza nowej wytwórni muzycznej – NOG Records – która dystrybuowała wydawane przez siebie albumu muzyczne już na płytach kompaktowych i w wybranych przypadkach na płytach gramofonowych, powrócono do pomysłu sprzed lat i rozpoczęto wydawanie nowej edycji publikacji seryjnej, stanowiącej kontynuację poprzedniej odsłony, obejmującej wybrane nagrania polskich zespołów punk rockowych i ewentualnie innych, pokrewnych, ale związanych ze sceną niezależną, również pod hasłem „Polska Scena Punk”. Jak poprzednio poszczególne części składanki otrzymywały kolejne numery, z nową numeracją „od początku”, czyli od jedynki (choć pierwszy z albumów nie miał w tytule numeru, który został dodany od drugiej publikacji), ale z dodanym indywidualnym dla każdej z części podtytułem.
Pierwszy album nowej odsłony składanek wydawanych w ramach serii wydawniczej „Polska Scena Punk” wydany został w 2019 r. Otrzymał on tytuł Polska Scena Punk – Być zawsze sobą. W kolejnych latach ukazywały się następne części składanki. W 2022 r. opublikowano część piątą pod tytułem „Polska Scena Punk Vol.5 – Młodzi gniewni”. Rok później, w 2023 r., wydano niniejszą część szóstą „Polska Scena Punk Vol.6 – Zawyły syreny”, a po niej w ukazywały się następne wydawnictwa tej serii, w szczególności jeszcze w tym samym roku ukazała się część siódma pod tytułem Polska Scena Punk Vol.7 – Stacja Warszawa.

## Muzyka i wykonawcy
Muzyka zaprezentowana w ramach albumu należy nurtów muzycznych przynależnych do gatunku muzycznego jakim jest rock, przy czym wykonawcy, których utwory zamieszczono w tym wydaniu postrzegani są jako przynależni do muzycznej sceny alternatywnej, niezależnej. Pośród wspominanych nurtów muzycznych, do których zaliczane są prezentowane utwory, zdecydowanie dominuje punk rock. W albumie znajdują się utwory dwudziestu pięciu różnych wykonawców, przy czym dla każdego z nich zamieszczono po jednym utworze muzycznym. Są to następujące zespoły: Andrzej Drakula i Przyjaciele, The Bastard, Blitzed, Bunkier, Czterdzieści Jeden Dwieście, De Łindows, Dżentelmani, Fort BS, Koniec Listopada, Kultura Obszczymura, Kundle, Maria Nefeli, NOG, Profanacja, Psy Wojny, Redakcja, Reszta Pokolenia, Rozbujane Betoniary, Sajgon, Terapia Ewolucyjna, Twój Stary, Uliczny Opryszek, WC, Wylew, Zakon Żebrzących.

## Album
Album muzyczny „Polska Scena Punk Vol. 5 – Młodzi gniewni” został wydany przez wytwórnię muzyczną NOG Record. W ramach katalogu wydawcy ma on przypisany identyfikator – 016 (NR016, NR 016). Nośnikiem danych, na którym go dystrybuowano, była jedna płyta kompaktowa. Została ona umieszczona w standardowym opakowaniu typu digipack. Dystrybucją zajmowała się między innymi firma RockersPro. Jest to album kompilacyjny. Okładkę, grafikę i opracowanie zdjęć fotograficznych (pochodzących z zasobów poszczególnych wykonawców) opracował Waldemar Dylewski, a inżynierem dźwięku i realizatorem dźwięku był Norbert Krupa. Całkowity czas trwania ścieżki dźwiękowej wynosi 76 minut i 55 sekund.
W sklepie internetowym Empik album otrzymał ocenę, według stanu na marzec 2025 r.:  (5/5 przy 2 oceniających).
Album, podobnie jak cała seria, został wydany pod patronatem kampanii społecznej prowadzonej pod hasłem „Muzyka Przeciwko Rasizmowi”, zapoczątkowanej przez Marcina Kornaka i realizowanej przez Stowarzyszenie „Nigdy Więcej”. W związku z tym na okładce albumu zamieszczono logo wymienionej akcji.

## Utwory
| Lp | Wykonawca                     | Tytuł                 | Czas (min:sek) |
| -- | ----------------------------- | --------------------- | -------------- |
| 1  | Reszta Pokolenia              | Zawyły syreny         | 03:56          |
| 2  | Koniec Listopada              | Wieża Babel           | 03:03          |
| 3  | Dżentelmani                   | Schizofreania         | 02:43          |
| 4  | Kultura Obszczymura           | Pastwo polskie        | 01:40          |
| 5  | Blitzed                       | Black metal punk      | 02:23          |
| 6  | Czterdzieści Jeden Dwieście   | Państwo chaosu        | 02:37          |
| 7  | Fort BS                       | Widokówka             | 03:40          |
| 8  | NOG                           | Pisowskie raggae      | 03:37          |
| 9  | De Łindows                    | Janusz z ONR-u        | 02:50          |
| 10 | Twój Stary                    | Punkrock i anarchia   | 01:58          |
| 11 | Maria Nefeli                  | Szampańskie wersety   | 03:19          |
| 12 | Profanacja                    | Mów mi, mów           | 04:23          |
| 13 | Zakon Żebrzących              | Ale zawsze            | 02:42          |
| 14 | Kundle                        | Pogo                  | 03:26          |
| 15 | Rozbujane Betoniary           | Kutasik               | 04:45          |
| 16 | Psy Wojny                     | Był czas              | 03:11          |
| 17 | Bunkier                       | Przez ulice           | 04:18          |
| 18 | Redakcja                      | Chłopcy               | 02:06          |
| 19 | WC                            | Drang Nacht Osten     | 01:06          |
| 20 | Terapia Ewolucyjna            | Pały 2020             | 03:08          |
| 21 | Sajgon                        | Zapamiętaj moje słowa | 02:46          |
| 22 | Andrzej Drakula i Przyjaciele | Wyścig szczurów       | 03:03          |
| 23 | The Bastard                   | Zabijamy się o słowa  | 02:54          |
| 24 | Wylew                         | Lastryko              | 02:57          |
| 25 | Uliczny Opryszek              | Na zawsze punk        | 03:13          |